# Donald Ferguson
Donald Edgar „Don“ Ferguson (* 28. April 1921 in Evanston (Illinois); † 15. August 1985 in Los Angeles) war ein US-amerikanischer Radrennfahrer und nationaler Meister im Radsport.

## Sportliche Laufbahn
Ferguson war Bahnradsportler und Teilnehmer der Olympischen Sommerspiele 1956 in Melbourne. Er startete mit James Rossi im Tandemrennen. Beide blieben unplatziert.
Bei den nationalen Meisterschaften im Bahnradsport gewann er 1951 den Titel über 6 Meilen. 1941 wurde er Zweiter über 1 Meile und Dritter über 3 Meilen.